# Matti Mononen
Matti Viljami Mononen (Rautjärvi, 25 de novembro de 1983) é um atleta finlandês de salto com vara.